# Інститут журналістики Київського університету імені Бориса Грінченка
Інститут журналістики є структурним підрозділом Київського університету імені Бориса Грінченка. У 2016 році увійшов до п'ятірки кращих факультетів журналістики в українських вишах за даними ГО «Детектор медіа».

## Історія
Інститут журналістики створений 1 липня 2016 року на підставі рішення засідання Вченої ради Університету Грінченка шляхом реформування Гуманітарного інституту. Директором Інституту було призначено члена Національної спілки журналістів України, кандидата педагогічних наук, доцента Горбенко Галину Василівну.
13 лютого 2017 року в Інституті журналістики було створено первинну організацію Національної спілки журналістів України Університету Грінченка. 

## Сучасний стан
Нині в Інституті здійснюється підготовка фахівців освітньо-кваліфікаційних рівнів «бакалавр» та «магістр» за п'ятьма напрямами:
- журналістика;
- видавнича справа та редагування;
- реклама та зв'язки з громадськістю;
- інформаційна, бібліотечна та архівна справа;
- медіа-комунікації (ОКР «магістр»);
- міжнародна журналістика (ОКР «бакалавр»).

У складі Інституту функціонує 4 кафедри, 4 центри компетентностей та 2 навчально-виробничі майстерні.

## Кафедри
- Кафедра журналістики та нових медіа була заснована у вересні 2015 року. З 2015 р. по 2016 р. кафедру очолювала доктор філологічних наук, професор Олена Володимирівна Єременко. З червня 2016 р. по вересень 2018 кафедру очолював доктор наук із державного управління Юрій Васильович Нестеряк. З вересня 2018 р. по лютий 2019  кафедру очолювала доктор філологічних наук, професор  Олена Олександрівна Семенець. З березня 2019 року кафедру очолює кандидат наук із соціальних комунікацій, доцент Гандзюк Віталій Олександрович[3]
- Кафедра видавничої справи була заснована у вересні 2016 року. Очолює кафедру кандидат наук із соціальних комунікацій, доцент Лариса Гагіківна Масімова[4].
- Кафедра реклами та зв'язків з громадськістю була заснована у вересні 2012 року. З 2012 по 2016 рік кафедру очолювала кандидат педагогічних наук, доцент Галина Василівна Горбенко. З вересня 2016 року завідувачем кафедри є Заслужений діяч науки і техніки України, доктор історичних наук, професор Леонід Михайлович Новохатько[5].
- Кафедра бібліотекознавства та інформології була заснована у вересні 2016 року. Очолює кафедру доктор наук із соціальних комунікацій, старший науковий співробітник Олена Вікторівна Воскобойнікова-Гузєва[6].

## Центри компетентностей
- Центр сучасних комунікацій
- Центр мультимедійних технологій
- Центр ефірного і цифрового радіомовлення
- Інформаційно-аналітичний центр

## Навчально-виробничі майстерні
- Навчально-виробнича майстерня тележурналістики «АстудіЯ»
- Навчально-виробнича майстерня тележурналістики «Грінченко-інформ»

## Викладачі
- Безулик Ганна Володимирівна, доцент кафедри журналістики та нових медіа
- Вернигора Ніна Миколаївна, доцент кафедри видавничої справи
- Воскобойнікова-Гузєва Олена Вікторівна, доцент кафедри бібліотекознавства та інформології
- Горбенко Галина Василівна, директор Інституту журналістики
- Гоян Олесь Яремович, професор кафедри реклами та зв'язків з громадськістю
- Литвиненко Володимир Вікторович, доцент кафедри журналістики та нових медіа
- Масімова Лариса Гагіківна, завідувач кафедри видавничої справи
- Нестеряк Юрій Васильович, завідувач кафедри журналістики та нових медіа
- Новохатько Леонід Михайлович, завідувач кафедри реклами та зв'язків з громадськістю
- Полковенко Тарас Вікторович, доцент кафедри видавничої справи
- Росінська Олена Анатоліївна, доцент кафедри журналістики та нових медіа
- Старожицька Марія Георгіївна, доцент кафедри журналістики та нових медіа
- Шпак Віктор Іванович, доцент кафедри видавничої справи

## Міжнародна діяльність
Договір про міжнародне співробітництво Інституту журналістики Університету Грінченка з Академією Яна Длугоша (Ченстохова, Польща)
На початку березня 2017 року було підписано договір про міжнародне співробітництво Інституту журналістики Університету Грінченка з Академією Яна Длугоша (Ченстохова, Польща). Академія імені Яна Длугоша в Ченстохові — сучасний державний вищий навчальний заклад з 40-річною історією. Академія систематично відслідковує сучасні тенденції на ринку праці та переформатовує навчальний процес відповідно до вимог сучасності, враховуючи особливості розвитку країн Західної та Східної Європи, що дозволяє навчальному закладу бути одним з найкращих науково-дидактичних центрів сучасної Польщі. У рамках договорів про міжнародне співробітництво запланована програма академічної мобільності для студентів та викладачів.
Договір про міжнародне співробітництвоз Університетом Жирони (Іспанія)
Київський університет імені Бориса Грінченка підписав договір про співробітництво з Університетом Жирони. Ініціатором підписання договору була кафедра реклами та зв’язків з громадськістю Інституту журналістики. Іспанський вищий навчальний заклад був заснований у 1446 році та є одним з найстаріших в країні. Сьогодні Університет Жирони налічує 9 факультетів, на яких готують спеціалістів у різних галузях наук. Наш партнер активно впроваджує наукову та міжнародну діяльність. Ми щиро сподіваємося, що спільно реалізуємо чимало цікавих освітніх проектів!